# Наадым

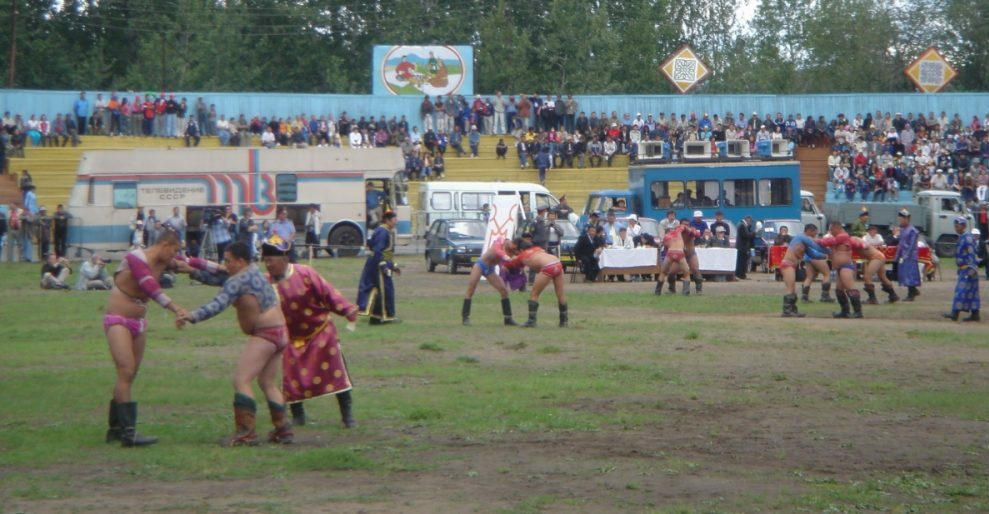
Состязания по «хурешу» на стадионе «Хүреш» в парке им.Гастелло

Наадым (от монгольского «Наадам» — празднество, состязание, игрища) — тувинский национальный праздник животноводов (аратов). Проводится ежегодно в середине августа. Обязательно включает в себя национальную борьбу хуреш, конные скачки, стрельбу из лука, конкурсы на лучшую национальную юрту, лучшие национальный костюм и снаряжение коня.

## История и обзор
Праздник Наадым имеет тысячелетнюю историю. Самый ранний период Наадыма — родовое жертвоприношение в честь духа-хозяина местности и предков рода, которое устраивалось в середине лета, когда уже имелось определенное обилие молочных продуктов, сопровождавшееся праздничным гулянием, играми, состязаниями. Функциональная направленность Наадыма на данном этапе сводилась к демонстрации единения членов рода друг с другом, а также с охраняющими родовую территорию духами умерших предков и духами-хозяевами местности.
Праздновать Наадым начали с 1922 г., с момента образования Тувинской Народной Республики. В советское время праздник был запрещен, традиция празднования возобновлена с 1993 г. С 2007 г. по решению правительства республики среди кожуунов проводится конкурс на право проводить республиканский Наадым. Главный критерий при выборе — показатели социально-экономического развития и реализации приоритетных национальных проектов.
Наадым празднуется несколько дней подряд. Устраиваются конкурсы на лучшую юрту, на лучшее конное снаряжение, лучший национальный костюм. Во время Наадыма проводится Международный Фестиваль Войлока, на который съезжаются производители войлочных изделий из соседних регионов и Монголии. Проводится конкурс-дефиле на лучшие костюмы и изделия из войлока и мастер-классы по валянию войлока. Организуются соревнования в занятиях животноводов — в плетении волосяных веревок, снаряжении лошадей, изготовлении войлока. Одним из традиционных состязаний является соревнования по подъему тяжелых камней.
В программе Наадыма ярмарка блюд национальной кухни, животноводческой утвари, национальной одежды, изделий из войлока, тувинских музыкальных инструментов и продукции художественных промыслов ручной работы. Завершается Наадым праздничным концертом — грандиозным представлением, которое становится достойным финалом наиболее красочного праздника республики.

## Национальная борьба «хуреш»

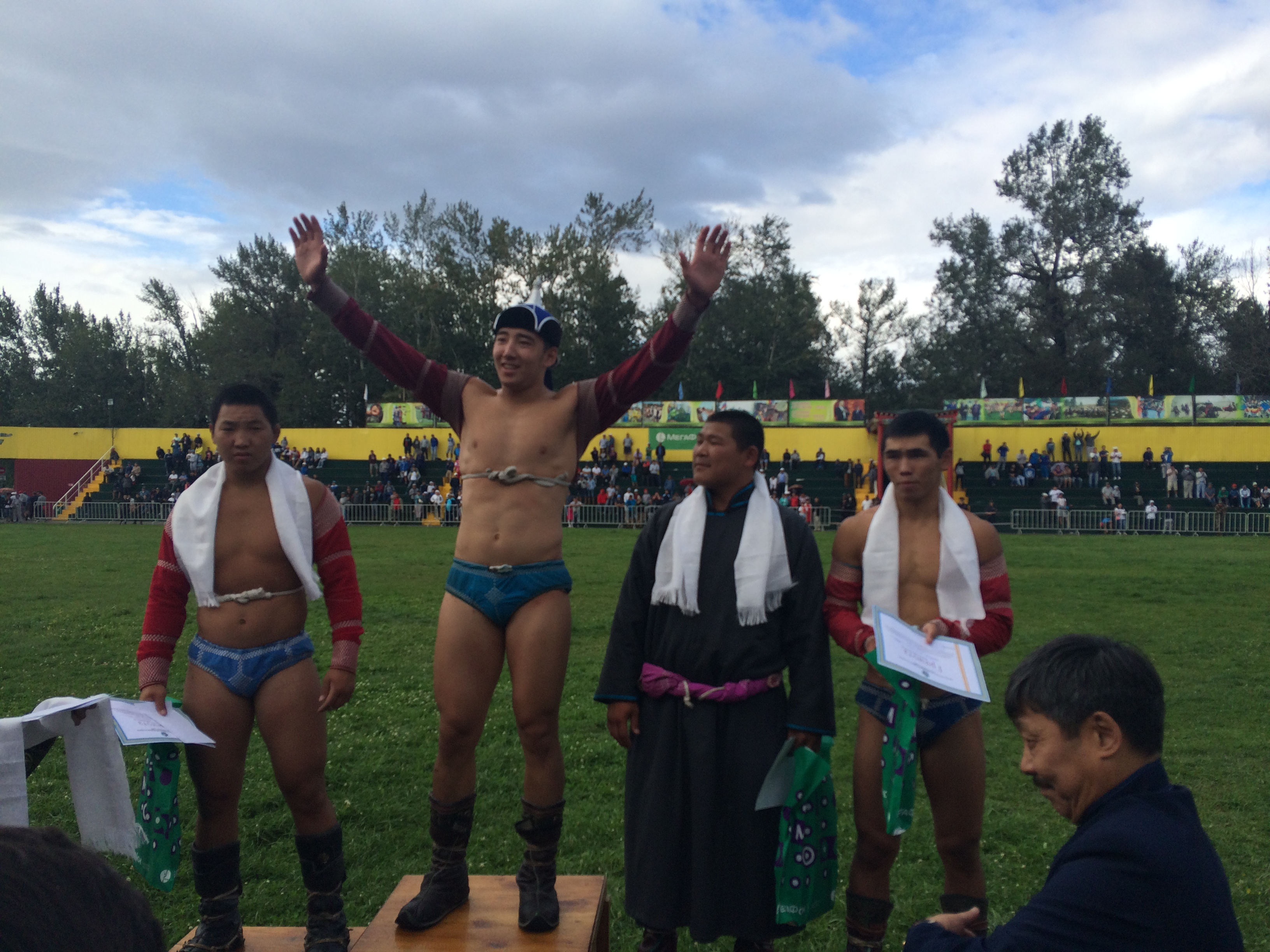
Баткар Баасаң – трехкратный чемпион молодежного наадымного Хүреша, 2016г

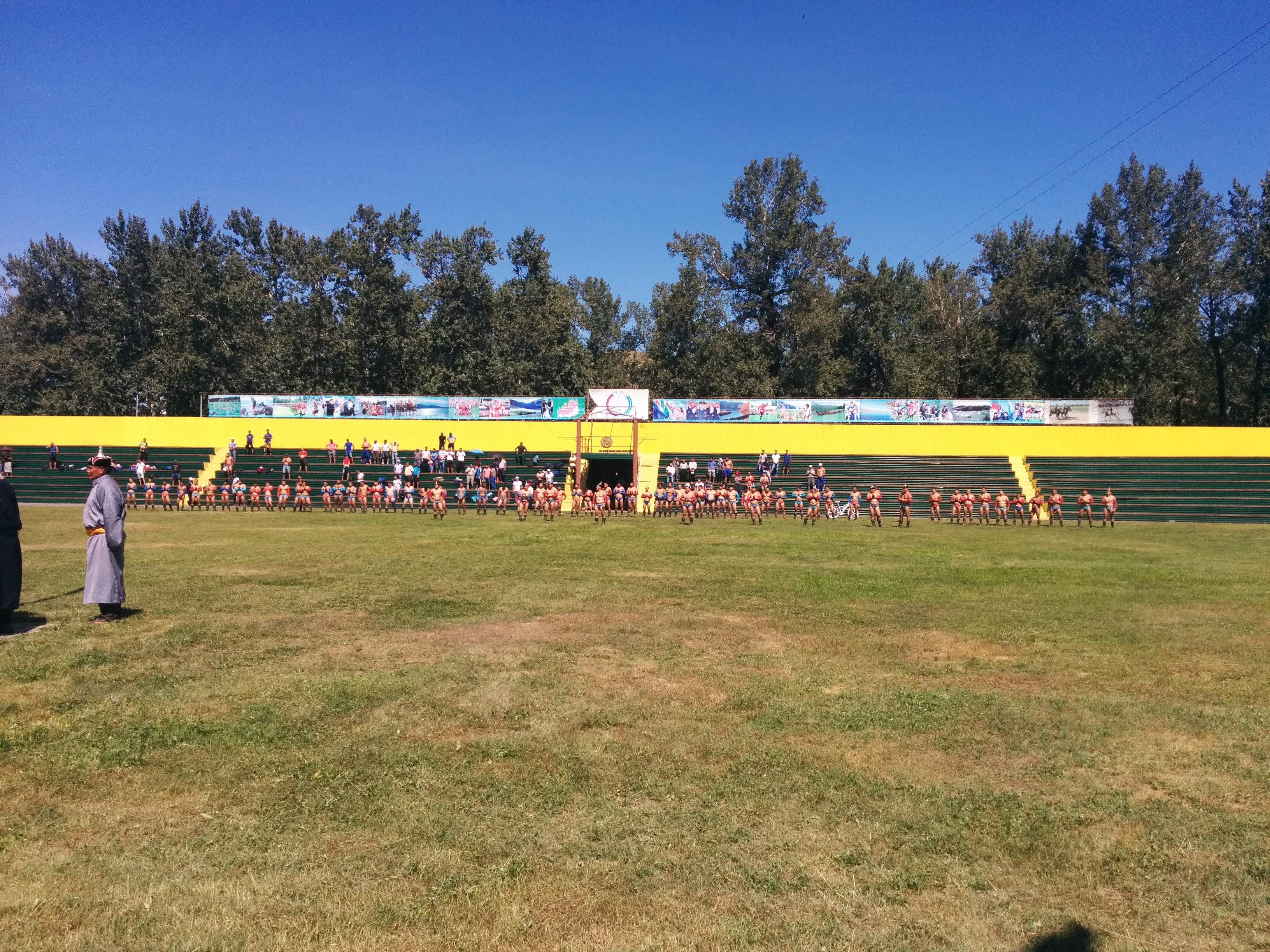
Борцы готовятся к танцу орла. Стадион "Хүреш", этап тура "Кубка Федерации борьбы Хүреш"

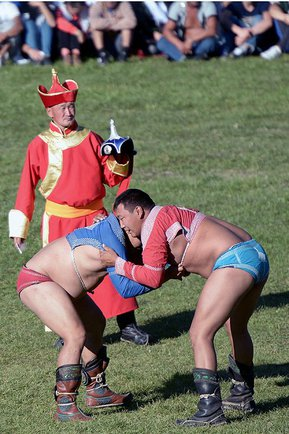
Соревнования по тувинской национальной борьбе хуреш

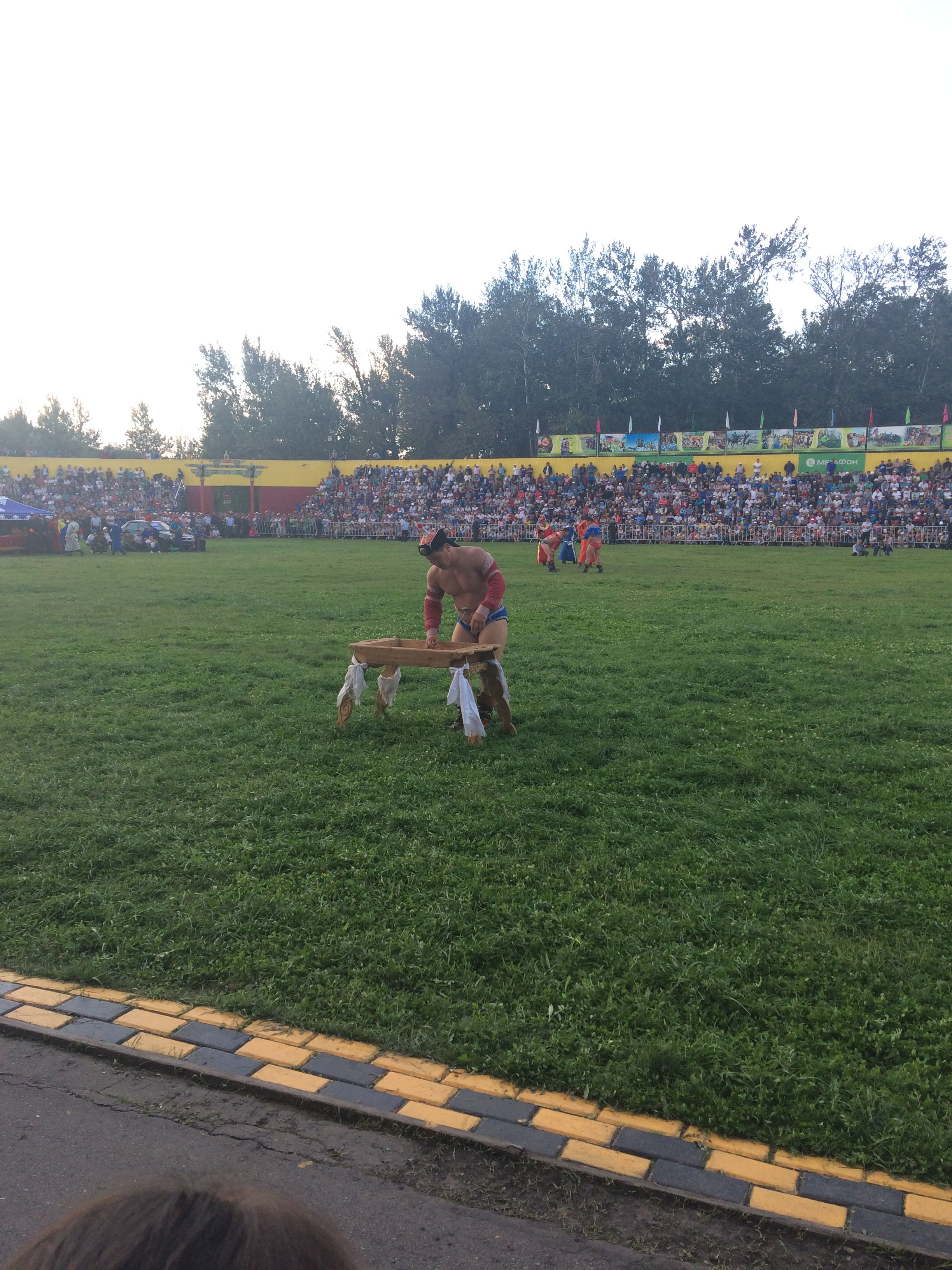
Борец национальной борьбы "хүреш" берёт конфеты и собирается раздать вместе с конфетами частичку своей победы.

Национальная борьба «хуреш» (тув. Хүреш) является «гвоздём» Наадыма. На «хуреш» Наадыма приезжают сильнейшие борцы из Монголии, Внутренней Монголии, Бурятии и других регионов.
Из поколения в поколение эта борьба обогащалась все новыми и новыми элементами, постоянно усложнялась и, наконец, приобрела чрезвычайную популярность в народе. Одновременно совершенствовались и костюмы борцов. Если раньше они представляли собой короткие халаты с широкими штанами, то впоследствии это были уже облегающие спортивные трусы, затянутые ремнем, и короткая курточка с длинными рукавами, прикрывающая только спину борца, оставляя его грудь обнаженной.
Победителя в «хуреше» радостно приветствуют болельщики, он воспроизводит полет орла. Иногда секундант клал победителю в пригоршню кусочек сыра, который тот должен был отведать, а остатки бросить в разные стороны болельщикам. Смысл этого ритуала заключается в кормлении борцом духов гор, и он связан с самым ранним этапом в истории Наадыма, а именно — родовым жертвоприношением в честь духа-хозяина местности, предков рода. Обиталищем этих духов считались горы, следовательно, и местом проведения Наадыма были горы. На вершине горы, где находилось оваа — языческое святилище в честь родового духа, совершали обряд жертвоприношения и затем устраивали пиршество и спортивные состязания. Число участников борьбы достигает 400 человек, иногда даже переваливая этот показатель. Из множества борцов победителем становился только один борец.
Нередки случаи, когда именно борцы Хүреша становятся чемпионами Мира по сумо, например, Баткар Баасан принес единственное золото российской сборной по борьбе сумо среди юниоров в августе 2015 году в Японии (г.Осака).

## Конные скачки
Не менее популярной частью Наадыма являются конные скачки, где проверяется скорость и выносливость лошадей. Дистанции заезда различны — от 15 до 40 километров, в зависимости от возраста скакуна. Наездниками скакунов являются дети от 5 до 13 лет. Призы присуждаются как скакунам, так и наездникам. Та лошадь, которая оказалась первой в своем заезде и показала наилучшее время среди первых лошадей в других заездах, получает титул «Чугурук-Доруг» (скакун гнедой), а остальным победителям дают титул «Сыын-Кара» (скакун-марал), «Чугурук-Сарала», «Эзир-Кара» (черный орел) и т. д.

## Стрельба из лука

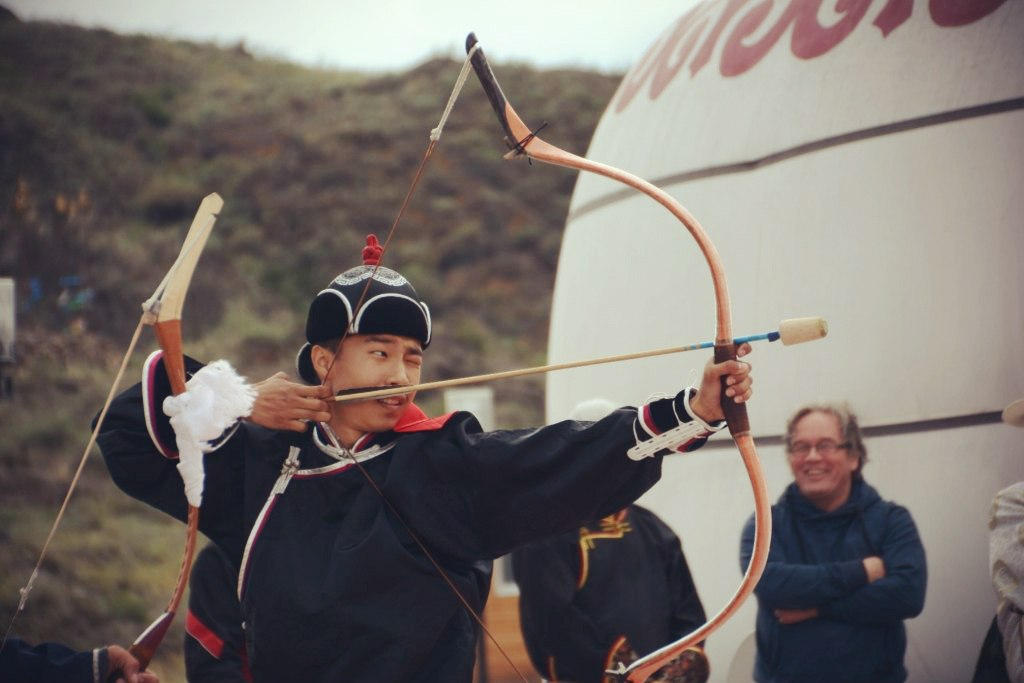
Тыва ча

Третьим видом спорта на Наадыме является стрельба из лука. Причем, двух видов: стрельба из лука в ремень (баг адары) и стрельба из лука в мишень (кара адары). Вообще лук и стрелы издавна у кочевых народов и их армий относились к военным атрибутам, поэтому стрельба была своего рода военным искусством, требующим исключительных меткости и ловкости. Позже, когда появилось огнестрельное оружие, стрельба из лука перешла из категории военного искусства в вид спорта и сохранилась как одна из важных составных частей Наадыма.
При стрельбе из лука в ремень расстояние между игровой площадкой (хараачыгай) и местом стрелка устанавливалось в 100—150 шагов. Плотно смотанные особым образом ремни клали близко друг от друга, чтобы между ними не пролетела стрела. Четыре фигуры (ремня) ставили на переднем прицеле, а в центре обязательно ставилась главная фигура — «чурек» (сердце). Она представляла собой большую по размерам фигуру, сплетенную из множества дорогих ремней и мелких ремешков.
Второй вид стрельбы отличался от предыдущего тем, что целью были не ремни, а мишени, и расстояние между ними и стрелком было гораздо больше — от 200 до 300 шагов. В качестве мишени служила подвешенная шкура белого козла в виде бегущего зверя. Выигрывал тот, кто большее число раз попадал в грудную часть шкуры-мишени.
Иногда мишенью служил колобок, скатанный из козьего пуха, расположенный на возвышенности с таким расчетом, чтобы при попадании он откатывался.